# Ormyrus australiensis
Ormyrus australiensis är en stekelart som beskrevs av Girault 1915. Ormyrus australiensis ingår i släktet Ormyrus och familjen kägelglanssteklar. Inga underarter finns listade i Catalogue of Life.